# Musa arfakiana
Musa arfakiana är en bananväxtart som beskrevs av Graham Charles George Argent. Musa arfakiana ingår i släktet bananer, och familjen bananväxter. Inga underarter finns listade.